# 神湊町
神湊町（こうのみなとまち）は、福岡県宗像郡にあった町。現在の宗像市の一部にあたる。

## 地理
釣川の河口に位置し、玄界灘に面していた。

## 歴史

### 沿革
- 1889年（明治22年）4月1日 - 宗像郡江口村、神湊村（一部）が合併して村制施行し、神湊村が設立[1][2]。
- 1906年（明治39年）5月1日 - 町制施行し神湊町となる[1][2]。
- 1955年（昭和30年）4月1日 - 宗像郡田島村、池野村、岬村と合併し玄海町を新設して廃止された[1][2]。

### 地名の由来
宗像神社の神事に用いた船を繋いでいた波止場近くに、綱繋の社（津加計志神社）を祀っていたことによる。

## 産業
養蚕などの農業。